# Запис Рајића дуд (Мало Лаоле)
Запис Рајића дуд (Мало Лаоле) се налази на парцели чији је власник Рајић Ненад.

## Локација
| Општина             | Петровац на Млави                                               |
| Катастарска општина | Мало Лаоле                                                      |
| Потес               | Село                                                            |
| Координате          | 44° 19′ 20″ С; 21° 28′ 05″ И / 44.322099999999999° С; 21.468° И |
| Надморска висина    | 162m                                                            |

## Карактеристике
Дендрометријске вредности утврђене на терену и сателитским снимцима:
| Стабло                     | Дуд |
| Висина стабла              | m   |
| Обим дебла                 | m   |
| Пречник крошње             | 8m  |
| Пречник дебла              | m   |
| Висина дебла до прве гране | m   |

## База записа
Запис је у оквиру Викимедија пројекта "Запис - Свето дрво" заведен под редним бројем 0565.